# Fanti da Mar

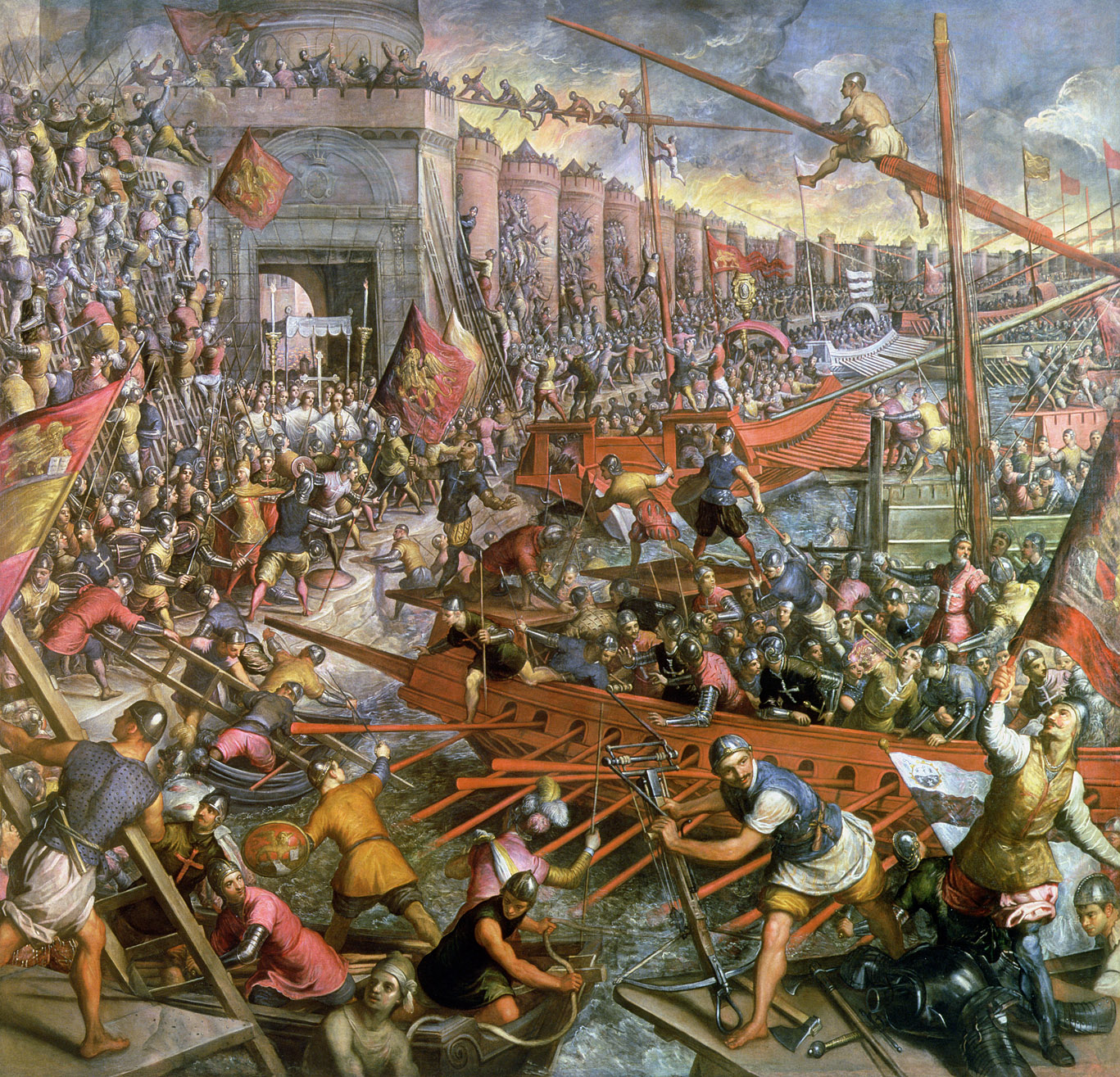
La presa di Bisanzio nel 1204

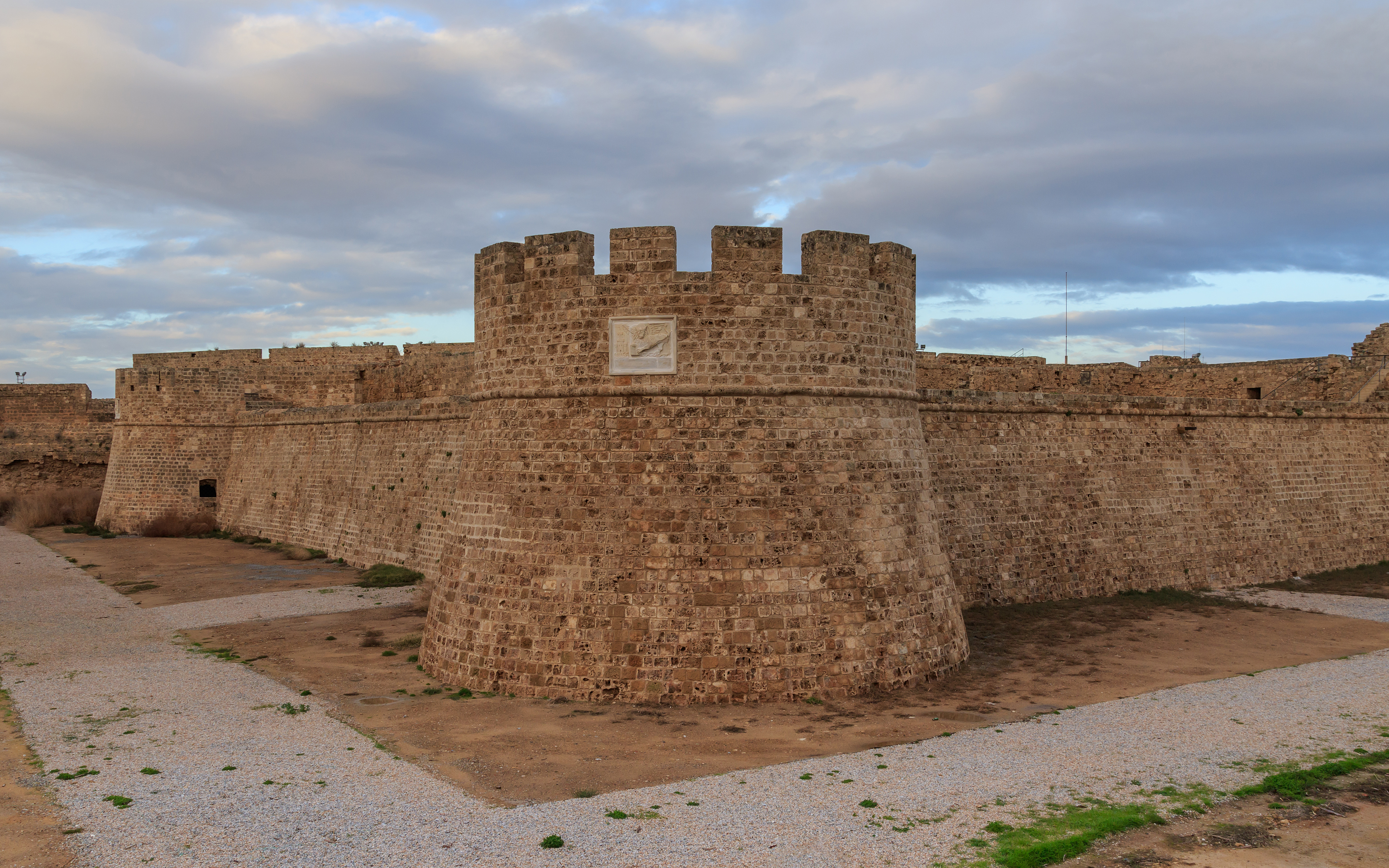
Famagosta

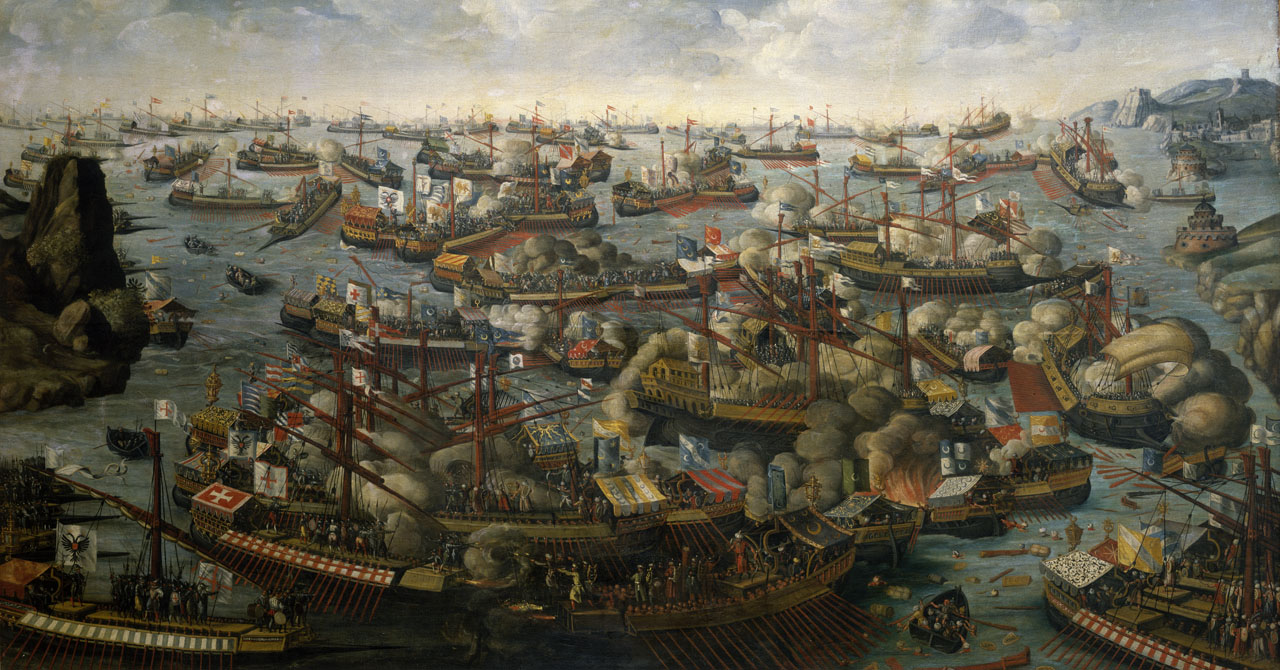
Battaglia di Lepanto

I Fanti da Mar era il nome con cui si chiamavano i soldati imbarcati sulle navi della Repubblica di Venezia.
Mille uomini (portati in guerra a cinquemila) con i quali si intendeva costituire una milizia stabile, da impiegare nel combattimento navale e nelle operazioni di sbarco, venendo impiegati in tutti i territori dominati dalla Serenissima, dalle coste dalmate fino all'isola di Cipro. Su ciascuna galera se ne poteva imbarcare un numero variante dai cinquanta ai cento uomini. Altre marine, ad esempio quella spagnola, avevano alcune navi che potevano imbarcare fino ad un Tercio di circa trecento uomini.

## Storia
Il primo esempio di Fanti da Mar viene fatto risalire al tempo della Quarta crociata quando il Doge Enrico Dandolo costituì un reggimento ordinato su dieci compagnie, distribuito variamente sulle navi, per partecipare alle spedizione che portò alla conquista di Costantinopoli (1204). Solo nel 1550 però tali truppe trovarono un assetto definitivo e furono chiamati Fanti da Mar.

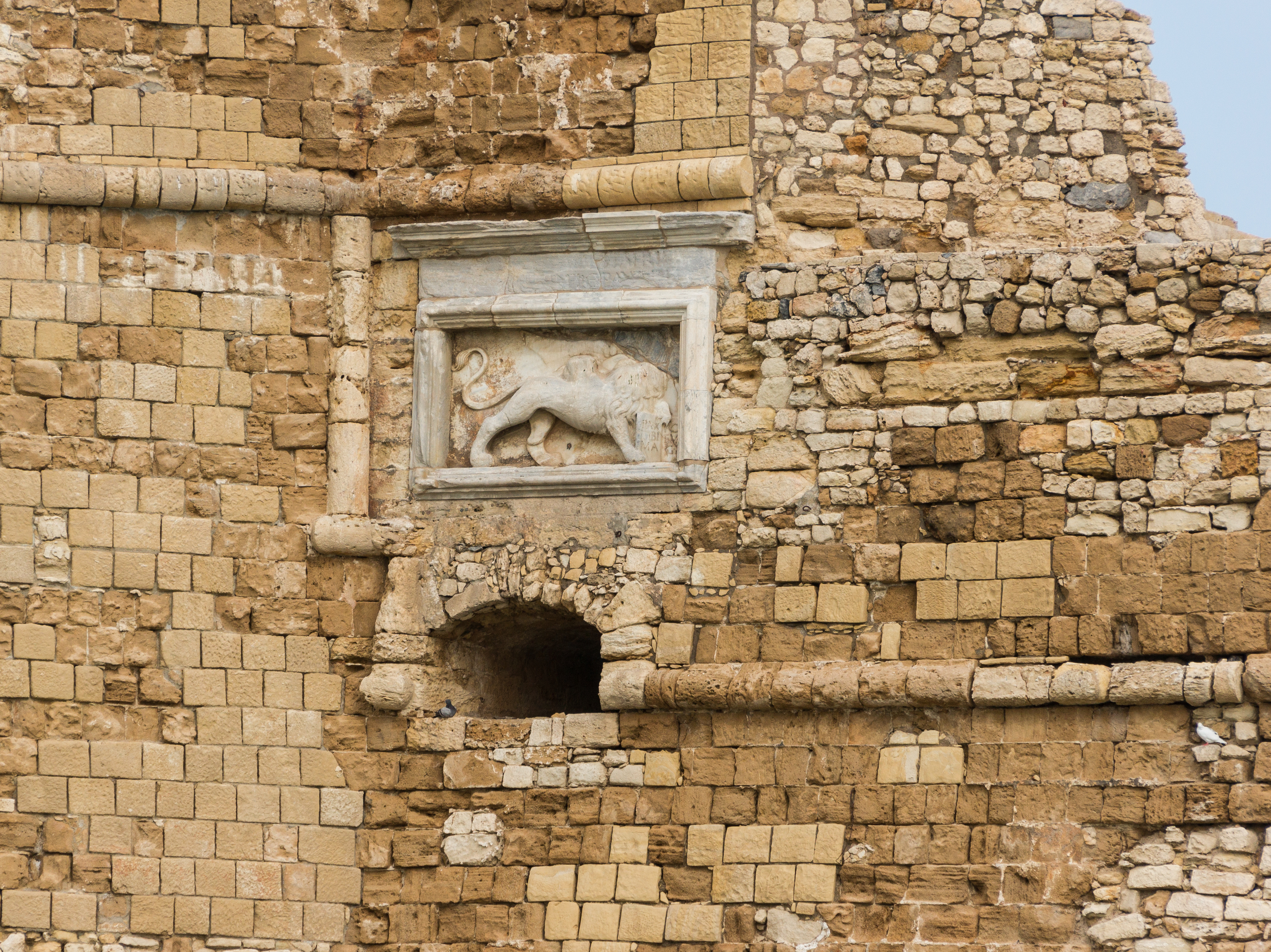
Forte veneziano di Creta

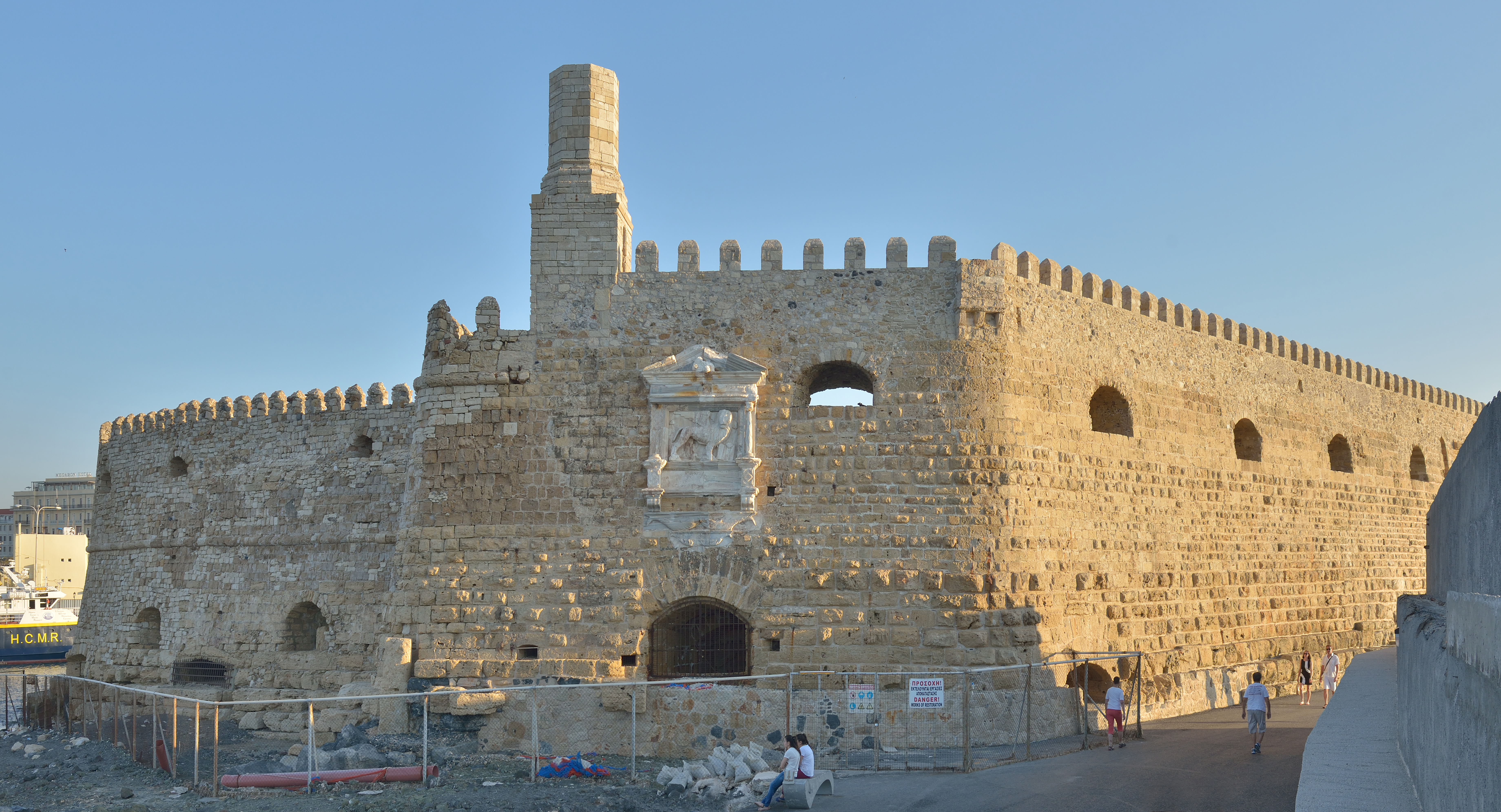
Fortezza veneziana di Heraklion, Creta

Successivamente, durante la guerra  di Morea, vennero utilizzati dal “Capitano Generale da Mar” Francesco Morosini. In questo caso abbiamo dei validi esempi di partecipazione attiva dei “Fanti da Mar” per la campagna anfibia organizzata dall'ammiraglio veneziano. Questi soldati facevano parte della Armada da Mar della Serenissima, ossia della Marina veneziana. Il loro comandante, durante la spedizione in Morea, fu Nicolò, conte di Strassoldo, che venne esplicitamente richiamato per l'occasione.
La prima menzione di utilizzo dei “Fanti da Mar” la troviamo nella conquista della fortezza di Navarrino Nuovo. Al suo interno si trovavano, per la difesa della città, ben 10.000 soldati e 2000 cavalieri turchi. Morosini, invece, poteva schierare in campo meno della metà degli uomini, all'incirca 4000 effettivi. Il suo piano era astuto e avrebbe potuto minimizzare la differenza tra i due eserciti. Egli infatti aveva pensato ad un attacco su due fronti: il primo da parte della flotta veneziana con un robusto bombardamento, il secondo, invece, con l'impiego delle truppe di terra guidate dal Capitano generale Corner. Una volta che questi due attacchi si fossero concretizzati, Morosini avrebbe lanciato l'attacco anfibio da parte dei “Fanti da Mar” cercando l'effetto sorpresa. Fu così che le galee sbarcarono diversi gruppi di soldati che, protetti dal fuoco di copertura da parte della flotta, attaccarono la fortezza dal lato mare mentre la guarnigione era impegnata sul lato terra. Navarino capitolò e fu conquistata dall'esercito veneziano. L'attacco, per la prima volta in quel periodo, era avvenuto da due fronti, anfibio con appoggio dal mare e terra.
La nuova tattica fu ampiamente utilizzata in tutta la guerra di Morea e l'impiego dei “Fanti da Mar” fu sempre più massiccio e sempre più impegnativo. Il sette luglio del 1686 fu presa Modone, uno dei due occhi della Repubblica, poi fu il turno di Argo che fu conquistata grazie all'uso intelligente di questa truppa. La città era difesa dal generale Mustafà Pascià e dalle sue ingenti truppe ottomane.
Anche in questo caso l'attacco a tenaglia prevedeva l'utilizzo dalle truppe “da tera” guidate da Königsmarck, e quelle "da mar" guidate dal Morosini. La Marina veneziana iniziò l'attacco con un fortissimo bombardamento dal mare, puntando direttamente le possenti mura nemiche. Diversi colpi andarono a segno e furono aperte due grosse brecce nella fortificazione. Una volta creati dei varchi abbastanza grandi, il “Capitano Generale da Mar” fece sbarcare le sue truppe che grazie a piccole imbarcazioni riuscirono a sbarcare ed entrare nella città costringendo i Turchi alla resa. Una volta vinta la battaglia urlarono “Viva San Marco”.
Fu forse la più grande manifestazione di forza dell'esercito veneziano in quel periodo storico, ormai sulla lenta fase del declino. I "Fanti da Mar" diedero il loro importante contributo alle conquiste di Morea.

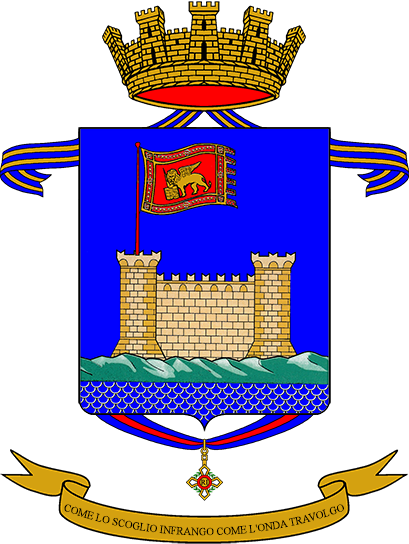
Stemma araldico del Reggimento lagunari "Serenissima" che richiama i forti veneziani oltremare.

La storia dei "Fanti da Mar" della “Serenissima” è  indissolubilmente legata ad un ambiente difficile e particolare: la difesa dei domini oltremare durante l'espansionismo navale turco nel mediterraneo occidentale. Questo richiamo ai forti veneziani oltremare è riportato attualmente nel simbolo araldico ufficiale del Reggimento lagunari "Serenissima" dell'Esercito Italiano.

## Divisa e armamento
Dal diciassettesimo secolo vestivano una giubba rossa, camicia e brache blu, alla moda ungara, berretto nero con fiocco e stivaletti. Erano armati, alla fine della Repubblica, di spada e moschetto ed erano reclutati nelle terre metropolitane del Dogado  e nei territori oltremarini dello Stato da Mar, come gli Schiavoni.